# Судебное преследование
Суде́бное пресле́дование — деятельность направленная на розыск, задержание и привлечение к установленной законом ответственности предполагаемого правонарушителя посредством его изобличения в определённом преступлении и применения к нему положенного судебной властью наказания.
Право уголовного преследования, как один из составных элементов карательной власти, по общему правилу, принадлежат государству. В современном уголовном процессе судебное преследование по большей части преступлений производится в порядке публичного обвинения, причем ни обвинитель, ни обвиняемый не могут распоряжаться по своему произволу его судьбой. Лишь в виде исключения некоторые преступления преследуются в порядке частного обвинения.

## В Российской империи
В Российской империи, по общему правилу право уголовного судебного преследования принадлежат государству. Судебное преследование по большей части преступлений осуществляется через публичное обвинение, при этом ни государственный обвинитель, ни обвиняемый не могут по своему произволу распоряжаться его судьбой. Явка с повинной не рассматривается как достаточный и безусловный повод для начала судебного преследования, у обвиняемого сознание не исключается возможности оправдания, а отказ публичного обвинителя поддерживать обвинение не приводит к прекращению судебного преследования, поскольку оно может быть прекращено только по решению суда.
Судебная власть, в поиске материальной истины, самостоятельно действует в сборе и оценке доказательств, а также в определении преступного деяния. Некоторые виды преступления в виде исключения преследуются посредством частного обвинения, а судебное преследование начинается с подачи потерпевшим лицом жалобы на преступление. Причём потерпевший имеет право требовать без начала судебного преследования только возмещения убытка и вреда.
Если в совершении преступления имеет место соучастие нескольких лиц, то частный обвинитель имеет право на своё усмотрение начать уголовное преследование только против некоторых из них.
Поскольку судебная власть независимая от обвинительной, то, по общему правилу, уголовное судебное преследование осуществляет должностное или частное лицо и только в порядке исключения — единоличными органами судебной власти.
В некоторых случаях право начать уголовное судебное преследование происходит вместе с правом обличения обвиняемого перед судом. В других случаях обличение перед судом возлагается на другие органы.
Уголовное судебное преследование возбуждается при наличии законного повода и достаточного основания через обращение должностных или частных лиц в органы судебной власти с ходатайством о начале производства процессуальных действий посредством которых оно реализуется. По делам, которые находятся в ведении судов общей юрисдикции, возбуждение уголовного судебного преследования осуществляется через прокурорский надзор, который предоставляет судебным следователям предложения о начале следствия или же им вносятся в суд обвинительные акты. Прокурор и заместители прокурора обладали правом начинать уголовное судебное преследование на основании ставших им известными сведений и в случае усмотрения ими непосредственно признаков преступных деяний. Предложение прокурора о начале предварительного следствия является законным поводом и достаточным основанием для началу дела. В свою очередь в обязанности судебного следователя входило лишь наблюдение за тем, не выходит ли предложение за пределы полномочий прокуратуры и нет ли законных препятствий к возбуждению уголовного судебное преследования. Разногласия между прокурором и следователем касательно начале следствия решает суд.
Потерпевший от преступления вред или убыток имел равные права с прокурором в вопросах начала уголовного преследования. Жалоба потерпевшего обязывала судебного следователя начинать производство предварительного следствия. В то же время следователь имел право не привлекать лицо указанное потерпевшим в качестве обвиняемого.
Судебная палата представляла собой высшую обвинительную инстанции и обладала полномочиями через прокурора, который составлял обвинительные акты, начать уголовное преследование наряду с пересмотром определений окружного суда о прекращении преследования. Судебный следователь обладал правом при наличности законного повода возбудить уголовное преследование к началу следствия. Если же не было таких поводов, то тогда уголовное преследование разрешалось начать лишь тогда, когда он обнаруживал происходящее или только что произошедшее преступление. В том случае, если во время проведения следственных мероприятий относительного одного преступления обнаруживаются признаки другого, не обладавшими существенной связью с производимым делом, то в этом случае судебный следователь ограничивался охранением этих признаков и принятием мер направленных на пресечение обвиняемому способов избежать суда. В то же время к исследованию же вновь открывшихся обстоятельств преступления приступает только по предложению прокурорского надзора. По делам относящимся к ведению судов общей юрисдикции, уголовное преследование возбуждалось частными лицами, которые потерпели убыток и вред, сообщениями полиции и прочих административных властей, как и самим мировым судьёй. Лица, которые от преступления понесли убытки и вред могли возбудить уголовное преследование по делам начинавшимся только по частной жалобе, а также могли пойти на мировую, как и начать уголовное преследование по делам о тех проступках, которые преследуются без подачи частной жалобы. Полиция и прочие административные власти имели право возбудить уголовное преследование по тем проступкам, которые подлежат преследованию без подачи частной жалобы. Мировой судья мог возбуждать уголовное преследование лишь тогда, когда для него становилось очевидным факт совершения преступного деяния, которое преследовалось помимо частной жалобы. Хотя такое право мировой судья имел лишь в тех случаях, когда усматривал признаки проступка при рассмотрении другого гражданского или уголовного дела. При этом ни объявление лица, не потерпевшего от преступления, ни явка с повинной, ни сообщение прокурора не могли для мирового судьи являться законными поводами к возбуждению уголовного преследования. Те же лица, кто не был потерпевшим от проступка, обязаны были со своими объявлениями обращаться в полицию, а уже последняя от своего имени имела право возбудить у мирового судьи преследование. Точно также должна была происходить явка с повинной.
Особый порядок возбуждения уголовного преследования происходил в следующих случаях :
- по делам о нарушении уставов казённых управлений возбуждение преследование зависит исключительно от подлежащих присутственных мест и должностных лиц;
- по делам о преступлениях против общественного благоустройства и благочиния преследование возбуждается подлежащими административными местами и управлениями;
- по делам о некоторых преступлениях против веры преследование возбуждается духовным начальством;
- по делам о преступлениях печати преследование возбуждается цензурными комитетами и главным управлением по делам печати, а в случаях оскорбления присутственных мест и должностных лиц — прокурором;
- по делам о преступлениях должности возбуждение преследование зависит от указанных в законе присутственных мест и начальствующих лиц.

Уголовное преследование не могло быть начато, а уже начатое должно было быть прекращено, если имели место обстоятельства, которые устраняют необходимость, а в некоторых случаях и саму возможность постановления по делу приговора. К их числу относились следующие: смерть обвиняемого, давность, помилование, примирение (в делах о преступлениях, преследуемых в порядке частного обвинения), судебный приговор, состоявшийся по тому же делу, малолетство в пределах периода безусловной невменяемости, безумие и сумасшествие обвиняемого. В том случае, если наступила смерть обвиняемого, то иски частных лиц о вознаграждении за убытки и вред, как и казённые взыскания, за исключением налагавшихся в виде наказания судом, обращались на имущество умершего. Если по тому же делу имелся судебный приговор исходивший от надлежащего суда, постановленный в уголовном порядке, вступил в законную силу и относился к тому же преступному деянию, то он служил основанием к прекращению преследования. В то же время преследование не могло быть прекращено, если сам приговор был вынесен посредством подкупа, подлога или иного преступления. Постановления суда о прекращении уголовного преследования имели одинаковое значение с судебными приговорами, если существовали для этого законные причины. Сумасшествие и безумие обвиняемого, как и припадки болезни, приводящие в умоисступление или полное беспамятство, приводили или к прекращению уголовного преследования, если оказывалось, что преступное деяние совершалось обвиняемым в болезненном состоянии, или же приостановление преследования впредь до выздоровления обвиняемого, в том случае если он уже после совершения преступления впал в болезненное состояние. В обоих случаях судебный следователь через расспрос свидетелей и освидетельствование его врачом был обязан удостовериться в болезненном состоянии обвиняемого, а следом всё производство вместе с мнением врача должно было представляется в распоряжение прокурора, который вместе со своим заключением направлял его на рассмотрение окружного суда. После освидетельствования сумасшедших и безумных в присутствии окружного суда, посредством врачебного инспектора и двух врачей, окружной суд выносил определение о прекращении или приостановлении преследования. В том случае, если одна приведённых причин, требующих прекращения уголовного преследования, была выявлена уже после окончания предварительного следствия, то в таком случае вопрос о прекращении преследования возбуждался прокурором.
Прекращение уголовного преследования могло происходить также ввиду отсутствия жалобы частного обвинителя в делах, производимых в порядке частного обвинения, при нерассмотрении подлежащим судом преюдициальных вопросов, как и недостаточностью улик против обвиняемого. В этих случаях прекращенное преследование могло быть возобновлено с разрешения судебной палаты.

## В СССР
см. Судебная система СССР

## В Российской Федерации
см. Судебная система Российской Федерации